# Star FM (Allemagne)
Star FM est une radio privée allemande émettant sur Berlin et sur Nuremberg. Elle diffuse principalement de la musique rock.

## Histoire
Star FM est fondée en 1997 par David Dornier et reprend la fréquence 87.9 FM de l'American Forces Network. Jusqu'en avril 2006, elle partage sa fréquence avec UniRadio Berlin-Brandenburg. Ensuite elle partage jusqu'à 21 h sa fréquence avec Voice of America. Elle émet sur Berlin pour une durée de 24 heures le 16 avril 2006.
Elle émet à Schwabach le 15 octobre 2002 sur 107.8 FM des programmes et des publicités. Elle émet aussi sur Nuremberg sur 95.8 FM en partagent cette fréquence avec Radio Z jusqu'en janvier 2007. En septembre 2010, la station emménage dans un nouveau studio dans le centre de Nuremberg.

### Source de la traduction
- (de) Cet article est partiellement ou en totalité issu de l’article de Wikipédia en allemand intitulé « Star FM » (voir la liste des auteurs).